# 神田神社 (東白川村)
神田神社（かんだじんじゃ）は、岐阜県加茂郡東白川村神土（かんど）にある神社。美濃国賀茂郡式内社の神田神社であるとされる。
毎年9月下旬の神田神社例大祭は、祭事のほか、獅子舞、御神酒の振る舞いなどが行われる。かつては山車の引き回しが行われていたが、1950年代に過疎化によって中止された。2008年（平成20年）に新たに山車が製作され、引き回しが復活した。

## 概略
- 元正天皇の養老2年（718年）創建という。延喜式神名帳では神田を「カムダ」と呼んでいたという。
- 平安時代中期以後は衰退したが、嘉慶2年（1388年）に再興修復され、神仏習合により白山妙大権現と改称する。
- 室町時代に再び衰退したが、永禄元年（1558年）に再興された。享保2年（1717年）に建物を再建している。
- 明治元年（1868年）、この地域は苗木藩により廃仏毀釈が徹底的に行なわれ、白山妙大権現は神田神社に改称する。
- 明治3年（1870年）、神祇局により式内社の神田神社であるとされ、明治4年（1871年）に苗木県の郷社、明治6年（1873年）には岐阜県の郷社となる。

## 祭神

### 主神
- 伊邪那岐命
- 伊邪那美命
- 大国主命
- 少彦名命
- 速玉男命

### 合祀
- 猿田比古命
- 大山祇命
- 水分命
- 天照皇大神
- 菊理比女命
- 大雀命
- 火産霊命
- 誉田別命（八幡神）
- 須佐之男命

## 所在地
- 岐阜県加茂郡東白川村神土604

## 交通機関
- 濃飛バス白川線「東白川村役場前」バス停下車。
  - 高山本線白川口駅より大明神行き